# 純平!美女ON!
『純平!美女ON!!』（じゅんぺい びじょん）はカジワラタケシによる漫画作品。話数カウントは「Vision.○」（○内は話数）。

## あらすじ
西暦2023年。夢が丘高校の2年生・響純平は長年女の子にモテようとするがことごとく失敗し続けていた。しかし、幼馴染のちひろの協力で急に女の子と接する機会が増えるようになり、純平は理想の彼女を手に入れるため奮起する。

## 登場人物
響純平（ひびき じゅんぺい）
主人公。高校2年生。これと言った取り得がなく補習の常連である劣等生。毎回、一目惚れした女の子に隣の家に住むちひろの貸す道具などで近付くか、ドジで調子に乗りやすいため失敗したりうやむやになる事が多い。音痴で聞いた人間は不快感を持った末に放心状態になるほどである。首の横に黒子がある。
50年後の2077年では下着泥棒で逮捕されていたが、ちひろと出会った事によって未来が変わり50年後はレジスタンスのリーダーとなった。
河合ちひろ（かわい-）
純平の隣の家に住む女の子。成績優秀で体型も良く人気があるが、なぜか純平の恋愛に協力しようとする。純平に非科学的な道具を貸しており、その道具は発明家であるおじさんの開発した道具らしい。
正体は2077年から純平を犯罪を起こさない真っ当な人間にするために送り込まれた捜査員。未来での政権交代により戻り大沢右京に洗脳されるが、純平のおかげで記憶を取り戻し純平と結ばれる。
2月14日生まれ。3サイズは99・55・88（Vision.24時点ではバストサイズは自称となっており、純平曰く「ホントはもっとありそう」。また、同エピソードの最後で純平がちひろに「ちひろまたオッパイ大きくなったんじゃない？」とそのことにふれていた。このことから後述の最終サイズになることを示唆している）、最終サイズは106・55・88。
後に同じ作者の別の漫画で再登場した時には初期のサイズに戻っている。

### 準レギュラー
井上彩花（いのうえ あやか）
高校2年生。メガネをかけている（後のエピソードからコンタクトになった）。成績優秀だがガリベンで嫌味な性格ではなく普通の性格。一度見た物を瞬時に覚える瞬間記憶能力を持っている。父親は医者で病院を経営している。純平が多少気になっているらしい。それがわかる描写は純平が素行不良の女の子と一緒に行動してるのを知り「わたしも不良になっちゃおうかなぁ」と呟いたところから。
モデルは『美少女戦士セーラームーン』の水野亜美。8月1日生まれ。3サイズは88・58・86。
藤堂ゆり子（とうどう ゆりこ）
高校2年生。元華族で政財界にも力を持つ藤堂グループの令嬢。おっとりした性格だが護身用に武術を仕込まれており、純平と会うまでは男に触れると反射的に投げ飛ばしてしまっていた。吉永桜子とは親戚で敵対心を抱かれているが、ゆり子自身は全く気づいていない。
純平と結婚した場合、義親の期待や同僚からのやっかみによるストレスで、純平がセクハラを起こし逮捕されてしまった為、ちひろによって破談させられるがその後も純平とは親しくしている。
8月30日生まれ。3サイズは96・58・86。
吉永桜子（よしなが さくらこ）
高校2年生。帰国子女でプライドが高い。親戚で似たような立場のゆり子と対立しているが、ゆり子にはただの同級生として扱われている。純平のことを嫌っており父親のコネクションを利用して純平を殺そうとした事もあるが、最終巻では一緒にゲームの世界に巻き込まれた事で純平の本当の姿を知り好きになる。
4月10日生まれ。3サイズは97・58・88。
桂木マリ（かつらぎ まり）
養護教諭。年齢は26歳。保健室のマドンナと呼ばれている。一度、体育教師の郷田に襲われそうになった所を幼児化した純平に助けられており、元に戻った純平は何食わぬ顔で接していたが同じ位置に黒子があったため気付いた模様。その時甘える純平を無理に拒まなかったところから好意を持っている様子。
10月1日生まれ、3サイズは102・60・89（読み切り出演時はバスト100）。
大沢右京（おおさわ うきょう）
高校2年生。学校生活に馴染めず不登校になり非常識な機器を開発している。始業式でちひろに一目ぼれした事から軽はずみでちひろⓇを作るが手違いで純平に惚れた上に、ちひろの性格と格闘能力に幻滅し研究所を爆破する。その後は純平に復讐を企み桜子と共にバーチャル世界に閉じ込めようとするが失敗に終わる。白衣で眼鏡を掛けている外見とちひろⓇの騒動から純平に「すげこまくん」と間違えられた事がある。
2077年には研究者となり純平を抹殺するためにまりあを送り込むがちひろが邪魔したため失敗となる。その後ちひろを洗脳した上で未来に送られた純平を抹殺しようとするが、未来の純平によって阻まれ檻に入れられる。
宗一郎（そういちろう）
高校2年生。純平の悪友で純平のモテっぷりや迷走振りを傍から見て面白がっている。
圭介（けいすけ）
高校2年生。純平の悪友。純平よりはモテるらしい。
朝比奈拓也（あさひな たくや）
高校3年生。金持ちの御曹司で女子からの人気も高いが、ずる賢い性格でちひろを落とすため姑息な手段に出た事もある。純平を「イビキくん」と呼んでいる。学園祭では3年生にもかかわらず純平達のクラスの演劇に出演する予定だった（桜子がゆり子の水筒に仕掛けた下剤を飲んでしまい、純平が代理出演した）。

### その他の女子生徒
美森さやか（みもり さやか）
高校2年生で現役のアイドル。しつこいファンやナンパしてくる男が多くうんざりしている。純平の使ったカメラで興奮状態となるが、鏡に反射したフラッシュで純平にも効いてしまい、事態収拾のためちひろに気絶させられる。その後、本人の友人曰わく「最近ドラマの撮影が忙しくてなかなか学校に来れない」らしく二度と登場しなかった。
5月4日生まれ。3サイズは95・57・86 。
桜井明日香（さくらい あすか）
高校2年生。歌が上手いが人前では上がってしまう。純平の使ったマイクの力で克服し学園祭で全校生徒の前で披露するが、調子に乗った純平のおかげで台無しとなる。
3月6日生まれ。3サイズは91・56・85。
朝倉みちる（あさくら みちる）
高校3年生。将来の不安と純平の使った道具の影響で純平と心中しようとするが、効き目が切れたため事なきを得る。4月18日生まれ。3サイズは95・59・88。
園田くるみ（そのだ くるみ）
純平の同級生だったが入学してすぐに事故に遭い死亡。純平が忘れられず幽霊として現世にとどまり純平と仲良くなるが、純平の命にかかわるため道具の力で幽体離脱した純平と結ばれた末に成仏する。3月30日生まれ。3サイズは88・58・88。
秋山由香（あきやま ゆか）
高校1年生。純平にラブレターを送るが、ちひろを彼女と勘違いする。
12月6日生まれ。3サイズは85・59・84。
神代美沙緒（かみしろ みさお）
高校2年生。実家の神社の巫女だが覚醒のため霊力が一時的に衰えていたためあまり学校にも来ていなかった。悪霊に襲われるが純平の協力と御神刀の力で覚醒に成功し除霊する。
1月11日生まれ。3サイズは88・57・86。
カレン・アンダーソン
高校2年生。純平のクラスに転校してきた。黒帯保持者でゆり子の家にホームステイしている。時間を操作した純平に負けた事で純平に惚れる。
11月13日生まれ。3サイズは124・59・88。
リリス・ラミア
魔法使いの双子。ケンカが絶えなかったため女王の命令で人間界で婚約者を探すが、2人とも純平に一目ぼれし夢が丘高校の生徒となる。魔法を使って純平を奪おうとするが、被害を受け続けた純平に本当の愛を教えられる（しかし、その後も純平につきまとっていた）。
6月6日生まれ。3サイズは94・58・86（二人とも）。

### 女性教師
葉山麗美（はやま れみ）
音楽教師。「音楽室の女神（ビーナス）」と呼ばれている。誕生日や3サイズは不明。
小早川玲（こばやかわ れい）
女性教師。美人だが微乳なため片想いの男に振られた過去から、ちひろを始め巨乳の女子生徒をハワイの女富豪マダム・タイタニックから買い取った巨乳縮小装置でバストサイズを縮小しようとする。純平の妨害から装置が故障したため失敗に終わり、考えを改める。
12月19日生まれ。3サイズは78・58・86。
江崎麻衣子（えざき まいこ）
付属大学院から来た化学の臨時教師。純平に興奮物質を遮断する薬品を打つが未完成だったため多重人格となる。過去に痴漢に遭ったトラウマで男性不信となるが、純平の使用した道具の力で克服し、その後研究論文が評価され渡米する。
7月26日生まれ。3サイズは100・60・89。

### 他の女性キャラ（人間）
樋口かすみ（ひぐち-）
藤堂家のお庭番でくのいち。年齢は24歳。純平に婿養子として教鞭を振るうが、ちひろがゆり子と破断させるために生体コントローラーを首に打ち込まれ誘惑するようにコントロールされた。純平曰わく「均整のとれたプロポーション」の持ち主だが3サイズは不明。
堀川早苗（ほりかわ さなえ）
井上総合病院の看護婦。仮病同然で入院した純平を受け持つ。肩こりに悩んでいる。
5月1日生まれ。3サイズは93・57・84。
椎名ひかる（しいな ひかる）
フェアリー女学院の高校1年生。若手アイドルだが父親は殺し屋で、病に倒れた父親に代わり桜子の依頼で純平を殺そうとするが、ちひろに止められ純平が道具で幽霊に扮して桜子を脅し依頼を取り下げさせたため罪には問われなかった。
10月10日生まれ。3サイズは86・58・86（初登場時）、89・58・86（再登場時）。
宇佐美結衣（うさみ ゆい）
警察官。警視総監の娘でドジな性格だが、ドジが幸運に結びつく事が多い強運の持ち主。落とした下着を届けに着た純平を下着泥棒と勘違いし、銃を向けたり手錠を掛けたりとありえない行動も取る。通り魔逮捕のため純平とちひろに手伝ってもらった事もある。
10月15日生まれ。3サイズは94・58・87（再登場時はバストサイズが前よりも一段と大きくなっているらしいが、その時点のバストサイズは不明）。
クリスティナ・クリングル
サンタクロースの孫娘。時差などによる疲れから純平の家に墜落する。家を壊したお詫びとして純平とデートがてらプレゼントの配達を手伝ってもらう。
12月12日生まれ。3サイズは89・56・86。
有栖川美紀（ありすがわ みき）
アイドル。頭角を現していたひかるに対抗心を抱いており妨害策を行うが、裏目に出て特殊メイクで巨乳に見せかけていた事がバレてしまう。アイドルグループとしてデビューするが鳴かず飛ばずで苦心の末に現在の地位を得た。その後は、体を張るリアクションタレントに方針転換したらしい。
5月15日生まれ。3サイズは?・58・86（本当のバストサイズは不明）。

### 他の女性キャラ（人間以外）
クレア
人魚。おぼれた純平を助け恋に落ちるが、純平が熱を出し寝込んでいる間にちひろが未来の密輸業者から守るため保護され元居た海を去った。
2月20日生まれ。3サイズは98・56・86。
ルナ
雌牛。親戚の家に来ていたモテない純平を見て人間になりデートする（原作中では牛のルナ＝人間のルナとは直接描かれてはいないが所々で牛である可能性をにおわせる発言をしている）。直接正体を明かしていないが、純平は同名の牛をバイト代で買取り親戚の牧場に飼ってもらった。登場ヒロインの中ではバスト数値は最大。登場女性キャラは純平により全員が胸を揉まれるシーンがあるが彼女は唯一純平が胸を揉むシーンが連載、単行本でカットされている（過激であるためボツになったと作者がボツカットを集めたCG集にて語っている）。
5月5日生まれ。3サイズは140・58・88。
池上美優（いけがみ みゆ）
小学1年生。偶然犬から助けてくれた純平を好きになり道具の力で一時的に急成長するも、効き目が切れてうやむやになり、その後同級生の男子に心移りした。10月1日生まれ。3サイズは89・56・83（成長時）。
ちひろⓇ
アンドロイド。ちひろに片想いしていた大沢右京が製作したが、最初にキスした相手にほれるようにプログラミングされていたため人工呼吸をしようとした純平に惚れてしまう。事態を知った右京が仕掛けた爆弾から純平達を守ろうと楯になり破損。修理にはこれまでのメモリーの初期化が必要となったため記憶を消したくないという希望から起動しなかった。
正式名称は「女性型アンドロイドC-17 ちひろⓇ（REPLICA）」。9月15日生まれ。
まりあ
未来から送り込まれたアンドロイド。純平を抹殺するため大沢の命令で向かうが、ちひろの妨害により失敗に終わる。
3サイズは96・57・86。

### その他
郷田剛（ごうだ つよし）
男性教師。趣味はボディビルで自慢の肉体の丹念に余念がない。女子生徒の体操着の盗難やセクシャルハラスメント行為が表面化しそうになり、辞職するよう迫った桂木マリを襲おうとするが純平に止められ逮捕される。女子生徒はおろか男子生徒からの評判も悪かったらしい。

## 読みきり版

### あらすじ
高校生の響純平は、友人達に「フラれたら死ぬ」と宣言し朝比奈リカに告白するがあっさりフラれる。帰宅後、考古学家のおじが送ってきた髑髏マークの貼られたボトルを毒薬と思い飲むが何の変化もなく、翌朝になって媚薬である事に気づく。
響純平
ごく普通の高校生。これまで99人の女性に振られ続けていた。叔父が手違いで送ってしまった媚薬を飲み朝比奈リカに近付くが、最終的にちひろを好きになる。ネコを飼っている。
河合ちひろ
連載版と異なりごく普通の女子高生。幼馴染の純平を気になっていたが今ひとつ踏ん切りがついていなかった。隙を見て媚薬を奪った朝比奈拓也に捕まるが純平に助けられ両想いになる。弟がいる。
桂木マリ（かつらぎ-）
養護教諭。純平の媚薬で興奮状態に陥いるが、他の教師が室内に入ってきたためすぐに効き目が切れた。
朝比奈リカ（あさひな-）
女子高生。学園のアイドルで朝比奈グループのお嬢様。媚薬の力で純平に惚れる。連載版には登場しない。
朝比奈拓也（あさひな たくや）
高校生。リカの兄で純平の媚薬を奪いちひろを落とそうとするが使い方を知らなかったため、純平によって使用人の綾小路（純平曰く宇宙猿人ゴリ）に惚れられてしまう。
- - 媚薬 - 古代インカ文明が残した伝説の秘宝。純平のおじさんが手違いで純平の元に送ってしまう。飲んだ人間の手に触れた異性は一目ぼれをしてしまうが、手を離すと短時間で効き目が切れる。ちひろの想いに気づいた純平は川に捨てる。

## 逸話
- すでに絶版となっている単行本では巻末に書き下ろしとして、作品ごとに製作の裏側や詳細などの解説が収録されていた。また、回によってはモデルや設定の元ネタの他にサンタクロースや数え年などの雑学が詳細に書かれている。
- 舞台が近未来となっているのは、Vision.6で作者が年代の表記を書き間違えた事が原因となっており、以降も修正せずそのまま2033年のままとなっている。しかし特に執筆当時の世の中との違いはあまり無いため、「2033年には変わっている（連載時と違う）かもしれない」とコメントしている描写（VHSや婦警の制服など）もある。
- この作品は約3年連載され作者の少年誌連載では最長となった。また、作者にとって最後の少年誌連載であり「カジワラタケシ」名義でも最後の作品である。
- 女性キャラのプロフィールは初登場作品の扉に掲載されていた。しかし、ちひろと桂木マリは2回掲載されており、桜子は3度目の登場となったVision.15でようやく掲載された。また、秋山由香は作中での宗一郎のデータから明かされている。
- また、単行本の表紙は1巻では純平とちひろのみだが、2巻以降はその巻に登場した女性キャラ全員が描かれていた。
- 連載中は「ぷるぷるん倶楽部」と言うファンクラブがあり、会員特典として公式テレホンカードなどがあった（作者の公式サイトに画像が掲載されている）。
- にしまきとおる名義の読み切り作品「チャイナドレス房中術」で純平とちひろは恋人として結ばれており、初体験から３ヶ月後のエピソードが描かれている。
- 単行本化されていない話が１話存在する。[要出典]